# Шлезингер, Ярослав
Ярослав Шлезингер (чеш. Jaroslav Šlezinger; 29 апреля 1911, Емнице — 2 августа 1955, Остров (Карловарский край)) — чехословацкий скульптор, диссидент.

## Биография
Его художественные таланты проявились с детства. Будучи самоучкой, в селе Хотебудице создал мемориал павшим в Первой мировой войне. Благодаря финансовой поддержке директора емницкой школы, поступил и с отличием окончил художественно-промышленную школу в Горжицко. По рекомендации школы в 1936—1939 годах учился под руководством профессора Богумила Кафки в Академии изобразительных искусств в Праге. После окончания академии работал в качестве преподавателя в Школе прикладного искусства в Брно. Вскоре, в связи со студенческой демонстрацией был арестован и в течение почти трёх лет находился в концлагерях Ораниенбург и Заксенхаузен.
После своего освобождения, поселился в г. Йиглава, орнанизал свою скульптурную мастерскую. Создал несколько статуй, серию скульптур святых для церквей в Йиглава, Емнице, Моравске-Будеёвице, Тшебеловице, несколько надгробных памятников.
Кульминацией его работ стал памятник президенту Т. Г. Масарику в г. Йиглава (1948). В 1961 году памятник был разрушен, как и остальные публичные работы скульптора.
Будучи демократом по убеждению, членом Ротари-клуба, Я. Шлезингер был знаком со многими людьми из Народной партии Чехословакии и стал одним из членов организации сопротивления коммунистическим властям.
Они подготовили и распространили листовки с требованием свободных выборов в стране под контролем ООН и другими возваниями.
После этого, Я. Шлезингер был арестован и приговорён к двадцати пяти годам лишения свободы. Провёл некоторое время в тюрьме Йиглава, позже был переведен в трудовой лагерь принудительного труда в г. Остров (Карловарский край). В начале 1951 года, лагерь получил кодовое название «L» = ликвидация. Узники лагеря «L» работали на измельчении и сортировке урановой руды.
Здесь находились заключенные, считавшиеся особо опасными и неисправимыми. В условиях постоянно загрязнённой радиоактивной пылью и радиацией окружающей среды, заключенные, работающие по 12—14 часов без каких-либо средств защиты, вскоре умирали от рака лёгких, как правило, вскоре после освобождения.
В августе 1954 года Я. Шлезингер был переведен в другой лагерь. В тот же день встретил друга и одноклассника из академии, который, учитывая его состояние поместил скульптора в тюремную клинику. Врачи обнаружили, у него лейкоз и рак двенадцатиперстной кишки и начали лечение. Месяц спустя, в ноябре 1954 года он, наконец, попал в тюремное отделение больницы в Карловых Варах, где его состояние несколько улучшилось и он смог вернуться к работе.
В апреле 1955 года, Я. Шлезингер снова оказался в больнице с раком лёгких.
Умер в возрасте 44 лет в тюремной больнице г. Остров.